# Angela Eiter

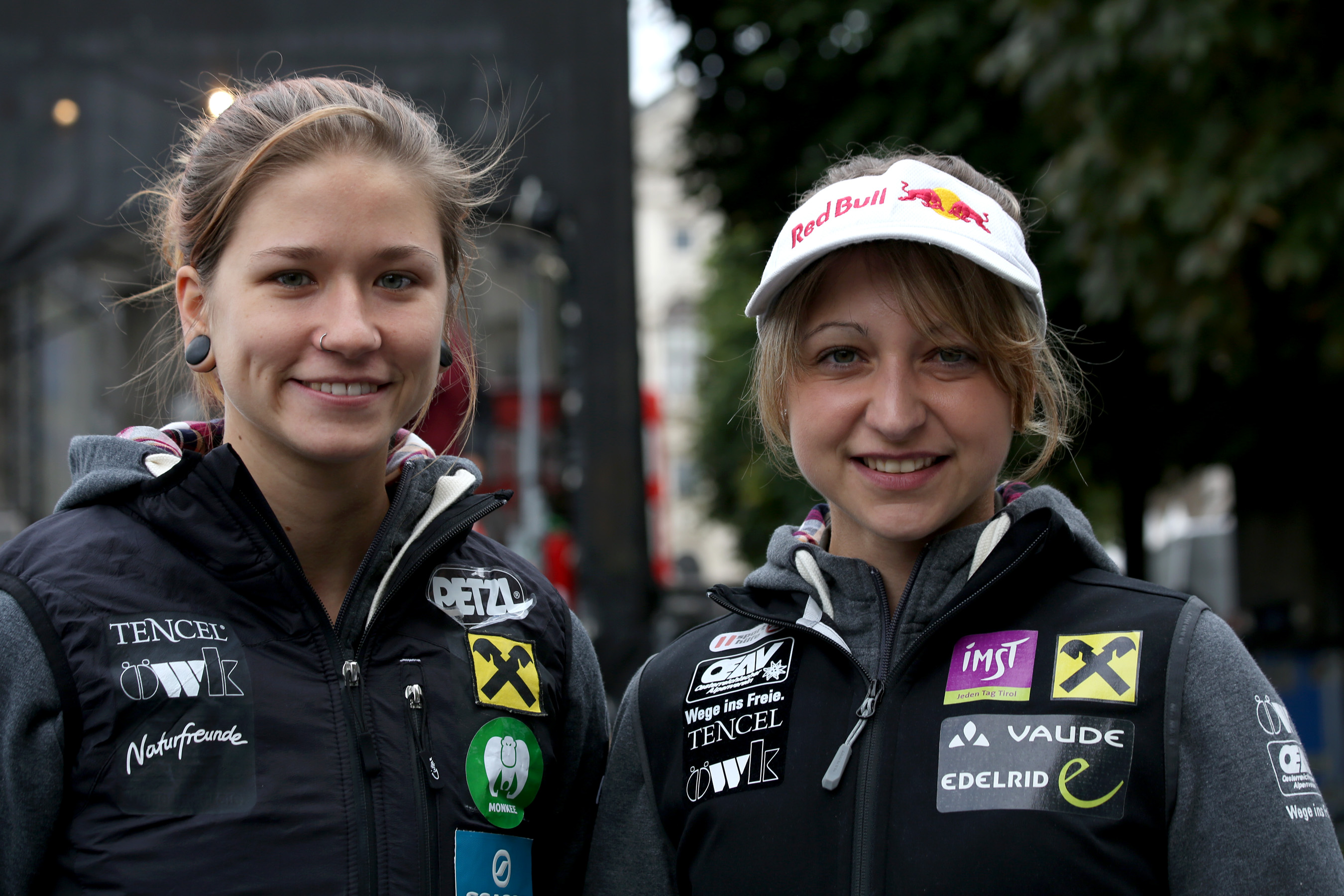
Austriackie wspinaczki sportowe. Stoją od lewej: Johanna Ernst i Angela Eiter

Angela Eiter (ur. 27 stycznia 1986 w Arzl im Pitztal) – austriacka wspinaczka sportowa. Specjalizowała się w prowadzeniu oraz w boulderingu. Czterokrotna mistrzyni świata we wspinaczce sportowej w prowadzeniu. Mistrzyni Europy we wspinaczce sportowej w konkurencji prowadzenia z Monachium z 2010 roku.

## Kariera sportowa
Multimedalistka we wspinaczce sportowej w konkurencji prowadzenia (łącznie 14 medali w tym 11 złotych, 2 srebrne oraz brązowy) w latach 2002–2013:
- mistrzostwo świata  (4x) – 2005, 2007, 2011, 2012,
- mistrzostwo Europy (1x) – 2010,

Uczestniczka World Games w 2005 we Duisburgu, gdzie zdobyła złoty medal w prowadzeniu. Wielokrotna uczestniczka, medalistka prestiżowych zawodów wspinaczkowych Rock Master we włoskim Arco, gdzie zdobyła ogółem 9 medali; w tym 6 złotych, 2 srebrne i 1 brązowy. 
Eiter z 6 zwycięstwami w zawodach wspinaczkowych w Rock Masters jest rekordzistką wśród kobiet pod względem ilości wygranych, a wśród mężczyzn jest to Hiszpan Ramón Julián Puigblanqué, który wygrał 7 razy te zawody w Arco, także w konkurencji prowadzenia.

## Osiągnięcia

### Mistrzostwa świata
| Konkurencje | 2003 | 2005 | 2007 | 2009 | 2011 | 2012 |
| Bouldering  | —    | —    | 8-12 | —    | —    | —    |
| Prowadzenie | 7    | 1    | 1    | 5    | 1    | 1    |

### World Games
| Konkurencje | 2005 | 2013 |
| Prowadzenie | 1    | 7    |

### Mistrzostwa Europy
| Konkurencje | 2004 | 2006 | 2010 |
| Prowadzenie | 6    | 5    | 1    |

### Rock Master
| Konkurencje | 2003           | 2004           | 2005           | 2006           | 2007           | 2008           | 2009           | 2010 | 2011 | 2012 |
| Prowadzenie | 1              | 1              | 1              | 2              | 1              | 4              | 1              | 3    | (MŚ) | 1    |
| Duel        | nie rozgrywano | nie rozgrywano | nie rozgrywano | nie rozgrywano | nie rozgrywano | nie rozgrywano | nie rozgrywano | 8    | 6    | 2    |